# Eleonora Hostasch

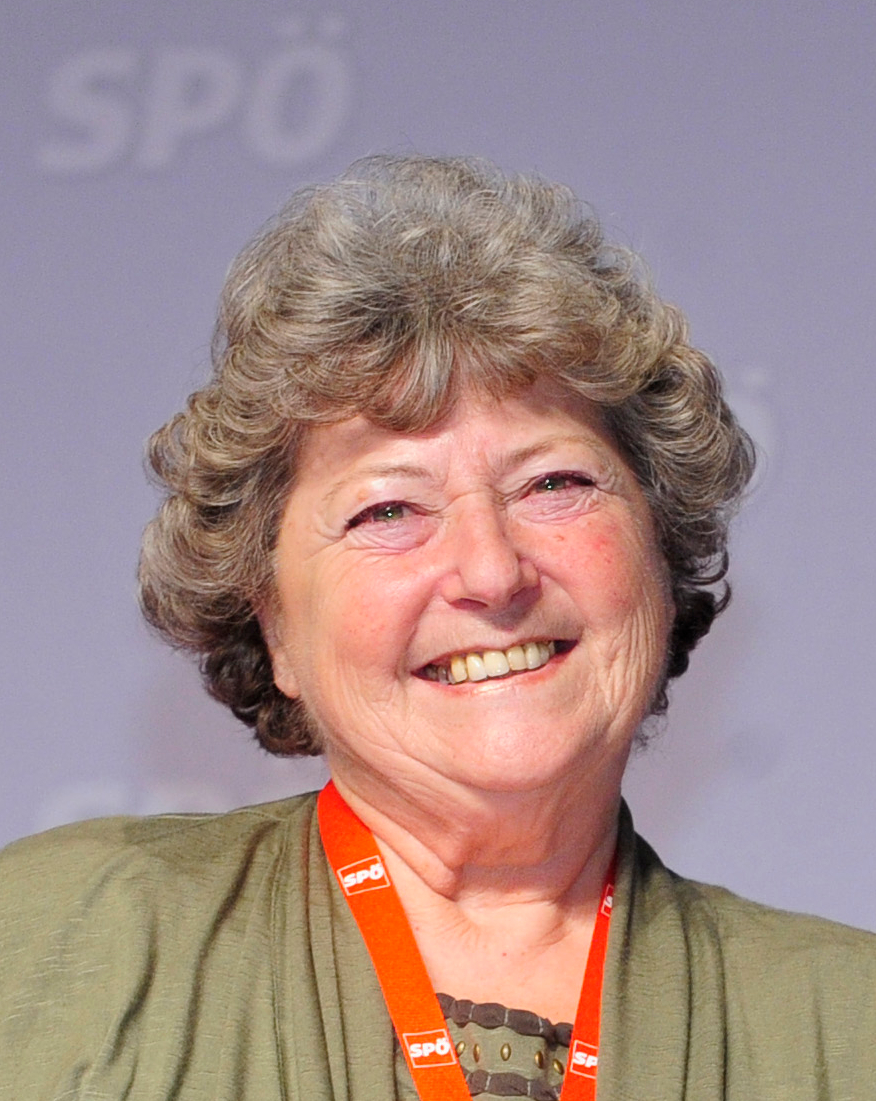
Eleonora Hostasch am 43. Bundesparteitag der SPÖ (2014)

Eleonora „Lore“ Hostasch (* 9. Juli 1944 in Wien) ist eine österreichische Politikerin der SPÖ.

## Leben
Eleonora Hostasch begann nach dem Abschluss der Handelsakademie im Jahr 1962 ihre Berufslaufbahn bei der BAWAG. Dort war sie von 1975 bis 1994 Vorsitzende des Zentralbetriebsrats.
Im Jahre 1987 wurde sie in den Wiener Gemeinderat und Landtag gewählt. Außerdem wurde sie Mitglied im Bundesparteivorstand der SPÖ. Von 1989 bis 1994 war Hostasch Vorsitzende der Gewerkschaft der Privatangestellten und von 1991 bis 1995 Vizepräsidentin des ÖGB. In den Jahren 1989 bis 1997 war sie Präsidentin der Kammer für Arbeiter und Angestellte für Wien (AK Wien) und der Bundesarbeitskammer (BAK). 1996/97 und 1999/2000 war Hostasch Abgeordnete zum Nationalrat. Von 1997 bis 2000 war sie Bundesministerin für Arbeit, Gesundheit und Soziales.
Die Gewerkschaft der Privatangestellten ist die einzige Gewerkschaft, die von 1989 bis 1994 mit Hostasch eine Frau als Vorsitzende hatte. In der Kammer für Arbeiter und Angestellte war sie von 1994 bis 1997 als erste Frau Präsidentin der Bundesarbeiterkammer. Erst 2018 folgte ihr mit Renate Anderl wieder eine Frau in dieser Funktion. Seit ihrem Ausscheiden als Mitglied der Bundesregierung und ihrer Rückkehr als Gewerkschaftsfunktionärin wird Hostasch vielerorts als Konsens-Politikerin oder Grande Dame der Österreichischen Sozialpartnerschaft bezeichnet, auch über Parteigrenzen hinweg.
Sie ist Mitglied des Bundespräsidiums und Ehrenvorsitzende der Gewerkschaft GPA.
Hostasch war zunächst von 2007 bis 2012 Vorsitzende der Regierungssachverständigengruppe für Fragen der Demographie der Europäischen-Kommission; seither ist sie in Brüssel Mitglied des European Union Senior Advisory Board (EU-Wissenschaftsgremium).

## Auszeichnungen
- Trägerin verschiedener sozialdemokratischer und gewerkschaftlicher Auszeichnungen.[5]
- Orden de Isabel la Católica (1997)
- Großes Goldenes Ehrenzeichen am Bande für Verdienste um die Republik Österreich[6][7] (2000)
- Ehrensenatorin der Universität für Bodenkultur Wien (2009)[8]
- Viktor-Adler-Plakette (2014)[9]
- Großes Goldenes Ehrenzeichen für Verdienste um das Land Wien (2015)